# Sielsowiet małołokniański
Sielsowiet małołokniański (ros. Малолокнянский сельсовет) – jednostka administracyjna (osiedle wiejskie) wchodząca w skład rejonu sudżańskiego w оbwodzie kurskim w Rosji.
Centrum administracyjnym sielsowietu jest wieś (ros. село, trb. sieło) Małaja Łoknia.

## Geografia
Powierzchnia sielsowietu wynosi 61,34 km².

## Historia
Status i granice sielsowietu zostały określone ustawami z 2004 i z 2010 roku.

## Demografia
W 2017 roku sielsowiet zamieszkiwało 936 mieszkańców.

## Miejscowości
W skład sielsowietu wchodzą miejscowości: Małaja Łoknia, Wiktorowka, Krugleńkoje, Nikołajewka, Nikolskij, Nowaja Soroczina, Staraja Soroczina.